# Diecezja inflancka
Diecezja inflancka – historyczna diecezja Kościoła rzymskokatolickiego ze stolicą biskupią w Wenden.
Do 1677 roku nosiła formalnie nazwę wendeńska, następnie po unii personalnej inflancka i piltyńska. Początkowo podlegała bezpośrednio Stolicy Apostolskiej, od 1621 roku była sufraganią metropolii gnieźnieńskiej.

## Historia
W wyniku reformacji i sekularyzacji w XVI wieku przestała istnieć rzymskokatolicka metropolia ryska. Kościół na terenie Estonii, Inflant i Prus Książęcych został zorganizowany na nowo według porządku luterańskiego.
Po zwycięskiej wojnie polsko-rosyjskiej (1577–1582), król Stefan Batory postanowił ściślej związać odzyskane przez Rzeczpospolitą ziemie inflanckie. W 1582 roku na radzie w Rydze wraz z senatorami postanowił ufundować na tym terytorium diecezję katolicką. 11 maja 1583 roku papież Grzegorz XIII uznał powołanie nowej administratury kościelnej, a 1 maja 1585 roku jego następca papież Sykstus V wydał formalnie bullę erekcyjną i ustanowił jej ordynariuszem Andrzeja Nideckiego.
Już w latach trzydziestych XVII wieku większość terytorium diecezji odpadła od Rzeczypospolitej, a jej biskupi rezydowali poza jej obszarem. Od roku 1685 biskupi inflanccy Mikołaj Popławski i Krzysztof Antoni Szembek zgłaszali pretensje do władzy nad powiatem piltyńskim, stanowiącym zsekularyzowaną pozostałość po domenie biskupa kurlandzkiego. Pretensji tych ostatecznie władze Rzeczypospolitej nie uznały, niemniej jednak niebezpieczeństwo roszczeń biskupów inflanckich wisiało nad powiatem piltyńskim do końca XVIII wieku.
W 1772 roku diecezja liczyła 30 parafii i 43 filiały. Po I rozbiorze pozostała faktycznie tylko tytularna. Biskupi stracili nad nią kontrolę po 1783 roku. Jej terytorium wcielono do nowo utworzonej archidiecezji mohylewskiej.